# Těžké kovy

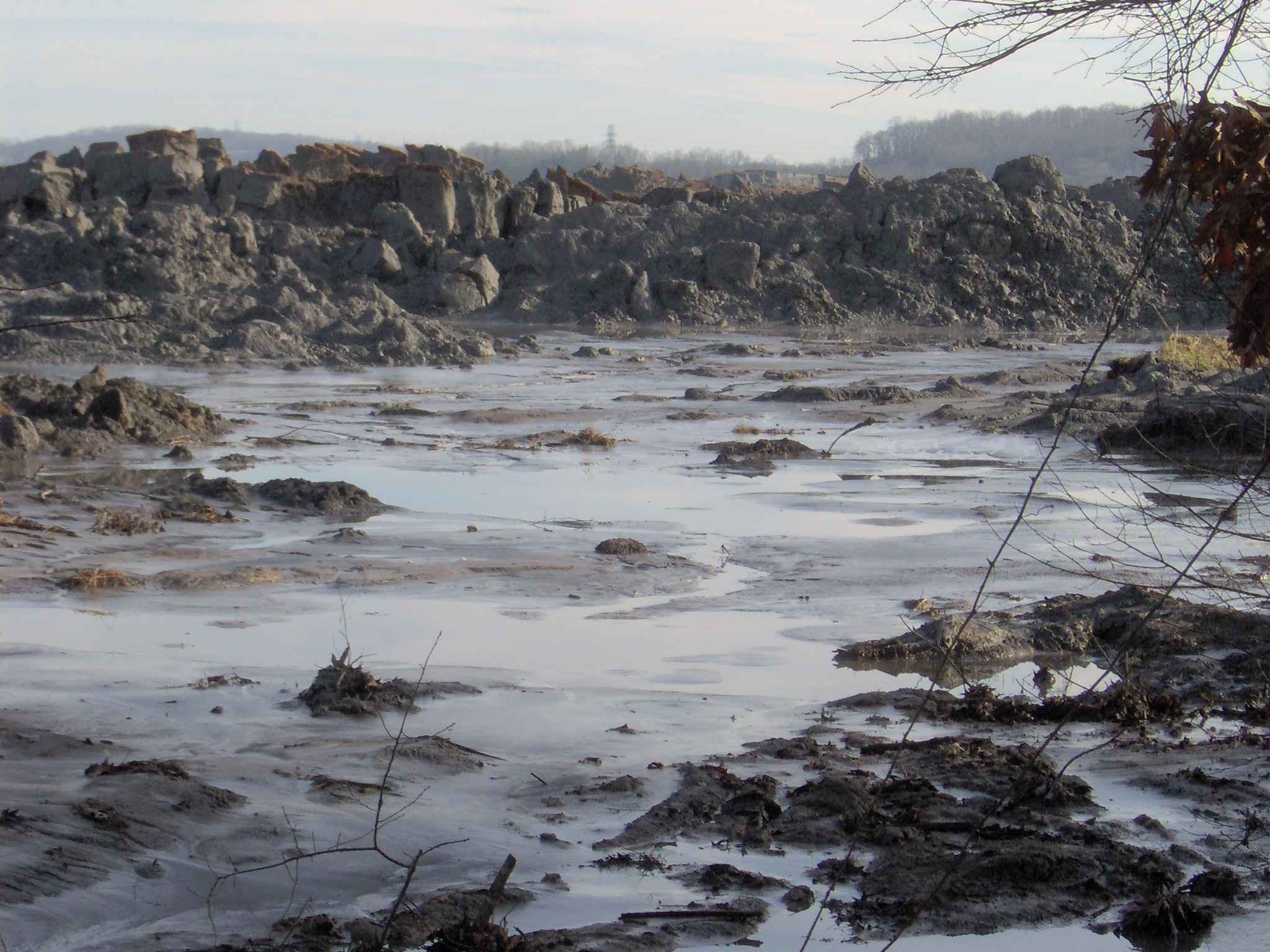
Emory River Tennessee: 7,6 metrů vysoká vrstva popela kontaminovaná těžkými kovy, které se dostaly do životního prostředí z místní uhelné elektrárny v prosinci 2008. Testy ukázaly zvýšené množství arsenu, mědi, barya, kadmia, chromu, olova, rtuti, niklu a thallia. Náklady na vyčištění byly odhadnuty na 1,2 miliardy dolarů

Těžký kov je jakýkoliv kov či polokov, který představuje hrozbu pro životní prostředí. Termín vznikl s odkazem na škodlivé účinky kadmia, rtuti a olova, jejichž společným rysem byla vyšší hustota než železo. Dnes se však používá i pro další podobně toxické kovy či polokovy, jako je arsen bez ohledu na jejich hustotu. Často uváděnými těžkými kovy jsou chrom, kobalt, nikl, měď, zinek, arsen, selen, stříbro, antimon, rtuť, thalium a olovo. Byly navrženy i přesnější definice těžkých kovů, žádné se však nedočkaly výraznějšího uznání.

## Zdravotní riziko
Některé těžké kovy (měď, zinek) mohou být pro lidské tělo nezbytné a prospěšné, ve větším množství však poškozují zdraví. Jsou schopné vázat látky, z nichž se skládají těla živých organismů – strukturní bílkoviny, enzymy či nukleové kyseliny – a ovlivňovat jejich funkčnost. Příznaky se liší podle druhu těžkého kovu a dávky, která se do těla dostala. Obecně řečeno, dlouhodobé vystavení těžkým kovům může mít karcinogenní účinky či poškozovat nervovou a oběhovou soustavu.